# San Juan Viejo, Santa María Zacatepec
San Juan Viejo är en ort i Mexiko.   Den ligger i kommunen Santa María Zacatepec och delstaten Oaxaca, i den sydöstra delen av landet, 300 km söder om huvudstaden Mexico City. San Juan Viejo ligger 329 meter över havet och antalet invånare är 194.
Terrängen runt San Juan Viejo är huvudsakligen kuperad, men den allra närmaste omgivningen är platt. Runt San Juan Viejo är det ganska glesbefolkat, med 27 invånare per kvadratkilometer. Närmaste större samhälle är Santa María Zacatepec, 6,1 km sydost om San Juan Viejo. Omgivningarna runt San Juan Viejo är en mosaik av jordbruksmark och naturlig växtlighet.